# 寺田親弘
寺田 親弘（てらだ ちかひろ、1976年（昭和51年）12月29日 - ）は、日本の実業家。Sansan創業者兼代表取締役社長。

## 経歴
東京都出身。父はBPカストロールやペトロルブ・インターナショナルの名誉会長を歴任した寺田縉太郎。高祖父は浅野財閥の創始者・浅野総一郎（曽祖母・やすの父）。先祖は江戸時代から代々寺田忠兵衛を名乗る老舗の薪炭商店主であった。
慶應義塾高等学校、慶應義塾大学環境情報学部卒業。
経営者の父の元で育った事もあり、小学生時代から起業を意識しながら生活をしていた。
大学卒業後、三井物産入社。情報産業部門に配属され、シリコンバレー勤務も経験している。2007年、Sansanを設立。2019年6月、同社を東証マザーズへ新規上場させ、2021年1月、東証1部へ市場変更させた。